# Emil Uncheșel
Emil Uncheșel (n. 24 septembrie 1938, Cincu, România) este un inginer și om politic român, care a îndeplinit funcția de primar al municipiului Iași în perioada 25 august 1990 - 14 iunie 1991.

## Copilăria și studiile
S-a născut într-o familie de agricultori. Este căsătorit și are doi copii.
A absolvit ca șef de promoție, Institutul Politehnic din Iași, unde a obținut diploma de inginer în mecanică cu specialitatea Tehnologia Construcțiilor de Mașini. În perioada 1963-1972, Emil Uncheșel a fost asistent și apoi șef de lucrări la Catedra de mașini-unelte și scule din cadrul Institutului Politehnic din Iași. A scris și publicat un curs universitar de „Mașini-Unelte” și a brevetat invenția „Aparat pentru determinarea compresibilității rocilor in situ”. Doctorand cu tema „Tehnologie și utilaje pentru prelucrarea roților dințate conice cu dantură curbilinie”, a susținut cu succes examenele și referatele de rigoare. Între anii 1972-1998, a fost inginer șef și apoi director-general la mai multe fabrici (FEPA Bârlad, Tehnoton Iași, Combinatul de Utilaj Greu Fortus din Iași ș.a.). În această perioadă a colaborat și vizitat parteneri din Polonia, Germania, S.U.A., China, Italia, Franța, conducând atragerea în fabricație românească (sub licență) de produse industriale din Italia, S.U.A., China.
De profesie inginer, Uncheșel era în anul 1970 asistent la Catedra de mașini-unelte și scule din cadrul Institutului Politehnic din Iași. A lucrat apoi la Combinatul de Utilaj Greu Fortus din Iași, unde o lungă perioadă de timp a fost director-general și apoi ca director-general la Tehnoton Iași. 

## Cariera politică
În perioada 1976-1980, Emil Uncheșel a fost deputat în Marea Adunare Națională.
A îndeplinit funcția de primar al municipiului Iași în perioada 25 august 1990 - 14 iunie 1991. În anul 1991 a fost vicepreședinte al Consiliului European al Primarilor de municipii. La 17 ianuarie 1990, a condus prima Conferință post-decembristă a județului Iași, soldată cu alegerea Consiliului județean. 
La alegerile locale din 6 iunie 2004, Uncheșel a candidat pentru postul de primar din partea Forței Democrate din România (partid înființat de către Petre Roman), propunându-și ca obiective rezolvarea problemelor ce țin în mod special de salubritate, protecția mediului și de lipsa de promovare a Iașului din punct de vedere turistic.  A obținut doar 0,66% din voturile ieșenilor.